# Atractylis cryptocephala
Atractylis cryptocephala là một loài thực vật có hoa trong họ Cúc. Loài này được (Baker) F.G.Davies mô tả khoa học đầu tiên năm 1981.